# 眼齒鳥屬
眼齿鸟（学名：Oculudentavis）是蜥蜴已灭绝的一属，分类地位曾有巨大争议，最初被叙述为一种鸟翼类恐龙（广义上的鸟类）。该属已有两个物种被命名：宽娅眼齿鸟（O. khaungraae）和那加眼齿鸟（O. naga）。该属的颅骨长度为1.4—1.7（0.55—0.67英寸），表明如果眼齿鸟是一种鸟类，其大小将与现代蜂鸟相当。两个物种的标本皆出自缅甸北部克钦邦胡康河谷9900万年前的沉积物中，其中宽娅眼齿鸟标本因其身份以及围绕采集和研究缅甸琥珀的伦理问题而饱受争议。最初提倡将眼齿鸟作为一属鸟翼类的论文发表在《自然》上，但自那以后就被从杂志上撤回。

## 发现与命名
宽娅眼齿鸟（O. khaungraae）的化石是一件保存在缅甸琥珀中的完整颅骨，发现于缅甸北部克钦邦德乃镇区的安巴莫地（Angbamo Site）。属名Oculudentavis取自拉丁语oculus、dentes和avis，意为眼－齿－鸟；种名纪念化石发现者宽娅（Khaung Ra），她将琥珀捐赠给云南腾冲琥珀阁博物馆用于研究。正模标本现保存在云南腾冲琥珀阁博物馆，编号为HPG-15-3。
同年晚些时候，一份未出版的预印本将第二件标本（GRS-Ref-286278）归于该属。论文随后于2021年发表在《Current Biology》杂志上。该标本由颅骨和躯干前部组成，与宽娅眼齿鸟标本发现于同一个矿中。它被建立为新物种那加眼齿鸟（O. naga），种名取自缅甸当地的那加人（历史上在琥珀贸易中扮演着重要角色）。

## 叙述

两件眼齿鸟标本与人类、蜂鸟和迷你变色龙的尺寸比较

眼齿鸟颅骨的长度为1.4厘米（0.55英寸），表明如果关于它的物种识别是正确的，本属将是已知最小的中生代恐龙。这种动物的大小可与现代的蜂鸟相比，后者是已知的最小的现存恐龙。
它有着细长的鼻部和球形颅顶以及一排23齿的齿列。眼眶非常大，并具有由不寻常的匙形巩膜小骨形成的厚实的巩膜环，表明它可能是昼行性动物，大部分时间在白天活动。向外倾斜的颧骨和向侧面凸出的眼睛表明它不具备双眼视觉。锋利的牙齿、质地不平的口部皮肤、较高的下颌骨喙突和强健的、不灵活的头骨，表明它可能有相对较强的咬合力，并以小型无脊椎动物为食。
与其他中生代鸟类相比（如果它是鸟类），眼齿鸟具有一系列类祖征（“原始特征”）和先进特征。例如，它的化石中保留了分离的额骨、顶骨、眶后骨和鳞狀骨，在现代鸟类的身体结构中，这些骨骼融合在一起或消失；大量的齿列也类似于非鸟兽脚类动物；另一方面，眶前窗与眼眶融合，而吻部骨骼拉长并融合，这些特征在现代鸟类中更为常见；而齿列中含有端生齿或侧生齿以及巩膜小骨呈匙形等特征，对恐龙类整体来说是前所未有的，而在现代蜥蜴中却很常见。然而，在颅骨底部附近发现了一块类似鳞片状的皮肤，这对鸟来说是不寻常的，但与鳞龙类一致。齿数过多和明显缺乏眶前窗或方轭骨等特征也被用来反对其鸟翼类的身份。
两件标本的颅骨有许多不同特征，尽管O. naga的命名者指出，“两件标本之间的这些差异中，至少有一部分可能是个体变异、埋葬变形和两性异形的结果。”

## 分类学
由于眼齿鸟的尺寸过小引起的特殊化导致难以对其分类做出精确的结论，原始描述论文中的系统发育分析支持眼齿鸟在鸟翼类中的基础位置，而且比始祖鸟更接近现代鸟类，并指出在晚侏罗世和早白垩世之间存在着大约5000万年的幽灵谱系。这篇论文中的系统发生树显示它也有可能是一种反鸟类，就像其他保存在缅甸琥珀中的“鸟类”一样。
该文章发表后不久，许多古生物学家对眼齿鸟是否是恐龙表示了怀疑，因为与兽脚类动物相比，它与鳞龙类的相似性要高得多。人们普遍认为该属颅骨的形状是支持它与鸟类具有亲缘关系的最大证据，但一些已知的现存蜥蜴（如铲吻蜥和安乐蜥属）和灭绝的爬行动物（如Avicranium和Teraterpeton）也具有形状类似鸟的颅骨，但这只是一种趋同演化现象。他们还批评了这份只考虑眼齿鸟是鸟类而不考虑其它可能性（如蜥蜴）的系统发育分析。中国科学院古脊椎动物与古人类研究所的几位科学家发表了一篇论文，主张将眼齿鸟定为蜥蜴而不是鸟类。2020年7月份，该属的分类地位因原始论文的撒回而变得不确定（见§科学评论），但第二个标本极有可能引出它正确的分类地位。
本属包括以下物种：
- 宽娅眼齿鸟 Oculudentavis khaungraae Xing, O'Connor, Schmitz, Chiappe, McKellar, Yi & Li, 2020[9]
- 那加眼齒鳥 Oculudentavis naga Bolet, Stanley, Daza, Arias, Cernanský, Vidal-García, Bauer, Bevitt, Peretti & Evans, 2021

## 古生态学

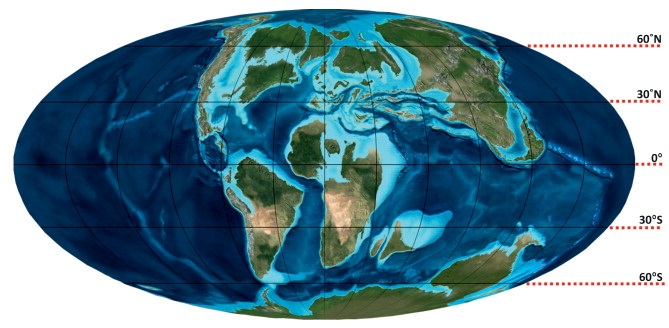
土仑阶晚期（9000万年前）的地球

缅甸琥珀产自胡康河谷（Hukawn Valley），它是缅甸北部克钦邦中生代至新生代的一个大型沉积盆地，地层经历了褶皱和断层的地质作用。该盆地被认为是西缅甸板块或缅甸岩层的一部分，其构造历史一直存在争议。该板块至少在古生代早期就是冈瓦纳古陆的一部分，但经历断层作用的时间并不确定，估计是从泥盆纪到早白垩世。在琥珀沉积的时期，该板块是否已经增生在亚洲的大陆坡上，这一点也存在争议。
缅甸的一些动植物与冈瓦纳古陆上的生物具有亲缘关系，尽管一些动物（如Albanerpetontidae等）并不具代表性。最近的古地磁学重现描述中提出，白垩纪中期，缅甸板块在赤道以南5～10度的特提斯海区域形成了一个岛屿大陆块。

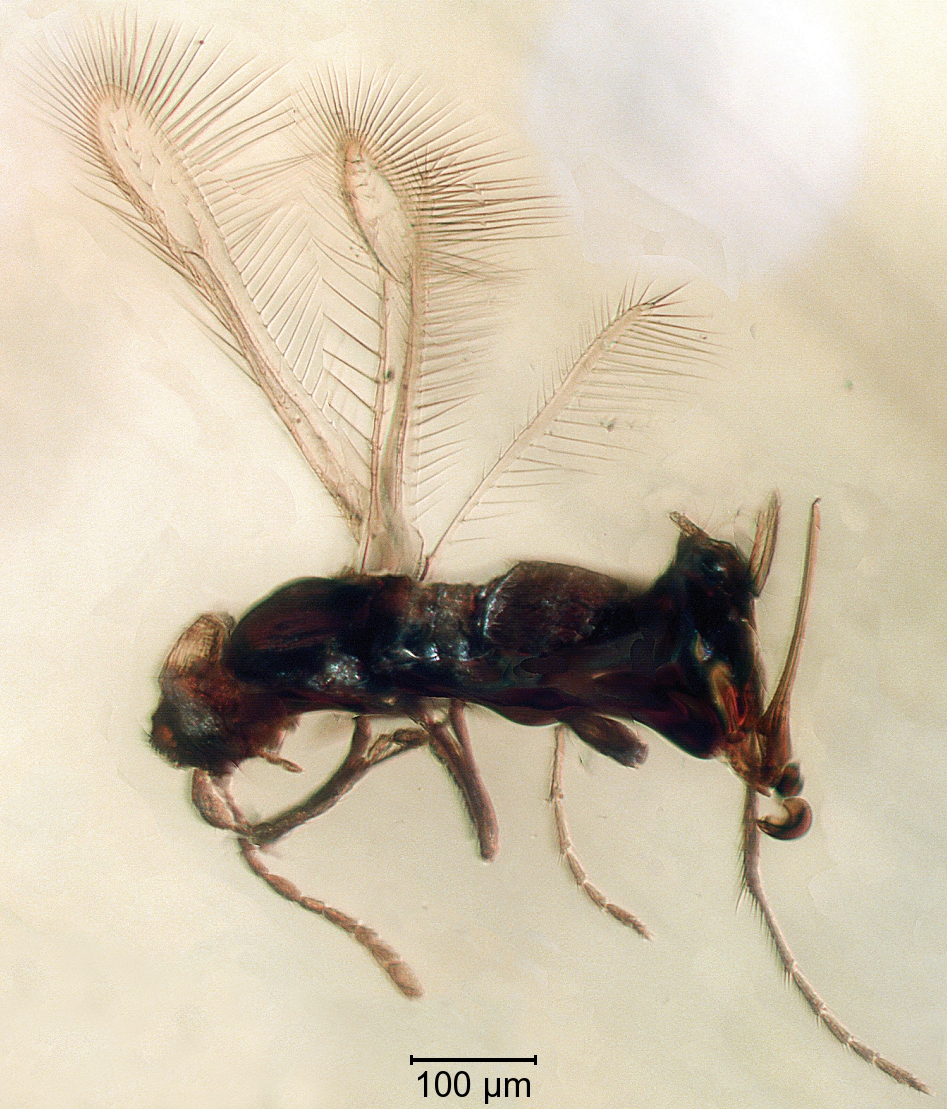
Myanmymar aresconoides，一种发现于缅甸琥珀中的昆虫

琥珀矿床提供了丰富的植物化石（包括苔藓和一种竹子一样的单子叶植物）、节肢动物（以及许多其他的盗蛛科、有爪动物门、盲蛛目和介壳虫）和许多脊椎动物（化石包括保存完好的骨骼和羽毛），对森诺曼阶早期的古生态环境提供了详细的记录。青蛙类的李墨琥珀蛙（琥珀中最古老的青蛙记录）、蛇类的缅甸晓蛇（Xiaophis myanmarensi）、蜥蜴类的缅甸白垩壁虎、一种Albanerpetontidae以及一些反鸟类（包括陈光琥珀鸟以及未描述的标本）的存在表明了缅甸地区在白垩纪时期存在一个潮湿、温暖的热带森林生态系统，而且泛围至少包含一些淡水栖息地。菊石和海洋介形类化石的存在表明，一些产琥珀的森林存在于海岸附近。
缅甸琥珀所在地层凝灰岩中的锆石年龄为98.8±0.6 Ma，即早白垩世的森诺曼阶。

## 争议

### 关于缅甸琥珀的伦理问题
在《自然》杂志面上刊登的这篇论文高调发布后，几位古生物学家重新讨论了与有关缅甸琥珀的争议，该争议于2019年首次提出。其中包括对矿工（含有许多未成年人）工作条件恶劣的指控，以及用于资助克钦邦冲突的缅甸琥珀的高价贸易（类似于血钻贸易）。截至2020年4月，由于这种行为与自然资源及侵犯人权之间的联系，古脊椎动物学会已阻止其成员收集和研究缅甸琥珀。

### 科学评论
为了回应论文中对眼齿鸟的错误的分类鉴定，王维等人还指出作者故意在论文中用了不少模棱两可的词。例如，摘要里只用了"bird-like"（像鸟的），而没有斩钉截铁的说是"bird"。正文中作者又说，这个头骨与所有鸟类、甚至所有恐龙都太不一样了。再例如，论文最后总结说：鉴于眼齿鸟的异常形态（显然与其他所有鸟都不一样），新的发现极其可能改变现有的分类结果。作者的决定是先考虑该标本属于恐龙/鸟的论断，而没有测试其他可能的分类位置（如鳞龙类），因此作者作出的形态学描述和系统发育分析也被王维等人称为“不合逻辑的”，他指出，如果忽视其它可能性，这项研究的一切结论，以及结论的外延、重要性和科学意义都将无从谈起。 2020年7月22日，《自然》上描述该属的原始论文被撤回。这次撤回是由发现于同一产地的一件全新的、未描述的标本引起的，该标本保存得更完整，且颅骨与HPG-15-3非常相似。颅后骨骼显示出明显的蜥形纲特征，表明它应该归入鳞龙类。这个发现成功地反驳了论文中关于原始标本是鸟翼类的假设，并证明眼齿“鸟”实际上是一种蜥蜴。